# Viersbrücken
Viersbrücken ist ein Ortsteil von Marialinden in der Stadt Overath im Rheinisch-Bergischen Kreis in Nordrhein-Westfalen, Deutschland.

## Lage und Beschreibung
Viersbrücken an der Grenze zum Rhein-Sieg-Kreis ist von dem alten Wallfahrtsort Marialinden über die Eulenthaler Straße zu erreichen. Eine schmale Straße führt durch Felder den Hang hinunter zu einem Campingplatz mit 180 Stellplätzen für Campingwagen und Mobilhomes. In der Nähe findet sich das unter Naturschutz stehende Naafbachtal mit dem namensgebenden Naafbach. Einzelne Gebiete der Gegend zählen darüber hinaus zu Vogelschutzgebieten, zu Gewässerschutzzonen und zum europäischen Fauna-Flora-Habitat. Die Gegend gehört naturräumlich betrachtet zum Marialinder Riedelland, das wiederum zu den Agger-Sülz-Hochflächen zählt. In den Wäldern, Gewässern und Feuchtgrünflächen finden seltene Pflanzen und Tiere, wie Eisvögel, Rotmilane, Groppe oder Bachneunaugen Lebensraum.

## Geschichte
Der Ortsteil bekam seinen Namen nach einem Hof, der zwischen zwei Bächen lag, die in den Naafbach mündeten. Über jeden Bach führten offensichtlich zwei Brücken.
Die Topographia Ducatus Montani des Erich Philipp Ploennies, Blatt Amt Steinbach, belegt, dass der Wohnplatz bereits 1715 drei Hofstellen besaß, die als Fischbrucken beschriftet sind. Carl Friedrich von Wiebeking benennt die Hofschaft auf seiner Charte des Herzogthums Berg 1789 als Visbrucken. Aus ihr geht hervor, dass der Ort zu dieser Zeit Teil der Honschaft Heiliger im Kirchspiel Overath war.
Der Ort ist auf der Topographischen Aufnahme der Rheinlande von 1817 als Fischbrügge verzeichnet. Die Preußische Uraufnahme von 1845 zeigt den Wohnplatz unter dem Namen Fischbrücken. Ab der Preußischen Neuaufnahme von 1892 ist der Ort auf Messtischblättern regelmäßig als Viersbrücken verzeichnet.
1822 lebten 24 Menschen im als Hof kategorisierten und als Viersbröcken bezeichneten Ort, der nach dem Zusammenbruch der napoleonischen Administration und deren Ablösung zur Bürgermeisterei Overath im Kreis Mülheim am Rhein gehörte. Für das Jahr 1830 werden für den als Viersbröcken bezeichneten Ort 28 Einwohner angegeben. Der 1845 laut der Uebersicht des Regierungs-Bezirks Cöln als Hof kategorisierte und als Viersbrücken bezeichnete Ort besaß zu dieser Zeit fünf Wohngebäude mit 25 Einwohnern, alle katholischen Bekenntnisses. Die Gemeinde- und Gutbezirksstatistik der Rheinprovinz führt Viersbrücken 1871 mit sechs Wohnhäusern und 34 Einwohnern auf. Im Gemeindelexikon für die Provinz Rheinland von 1888 werden für Viersbrücken sechs Wohnhäuser mit 27 Einwohnern angegeben. 1895 besitzt der Ort fünf Wohnhäuser mit 26 Einwohnern und gehörte konfessionell zum katholischen Kirchspiel Marialinden, 1905 werden drei Wohnhäuser und 25 Einwohner angegeben.

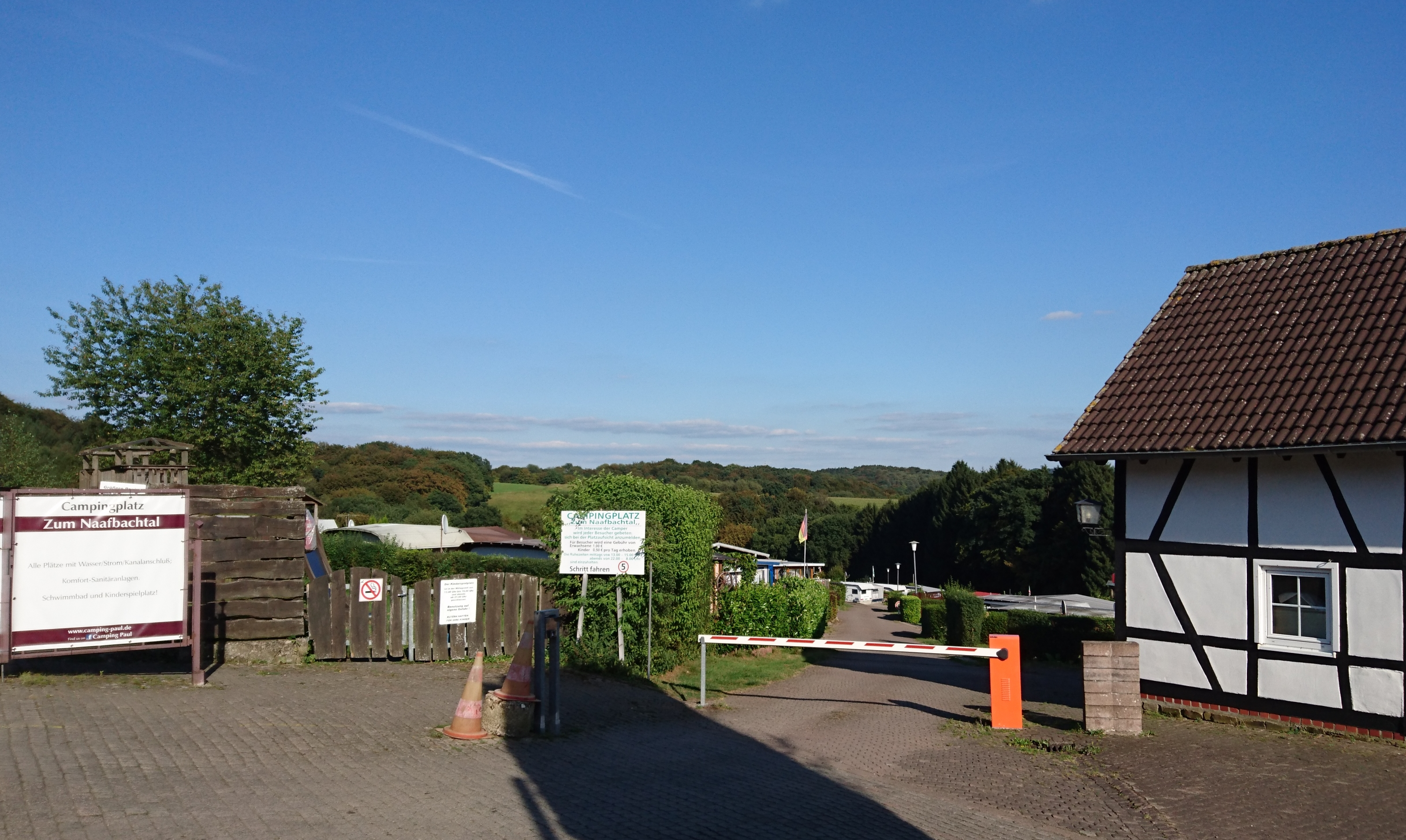
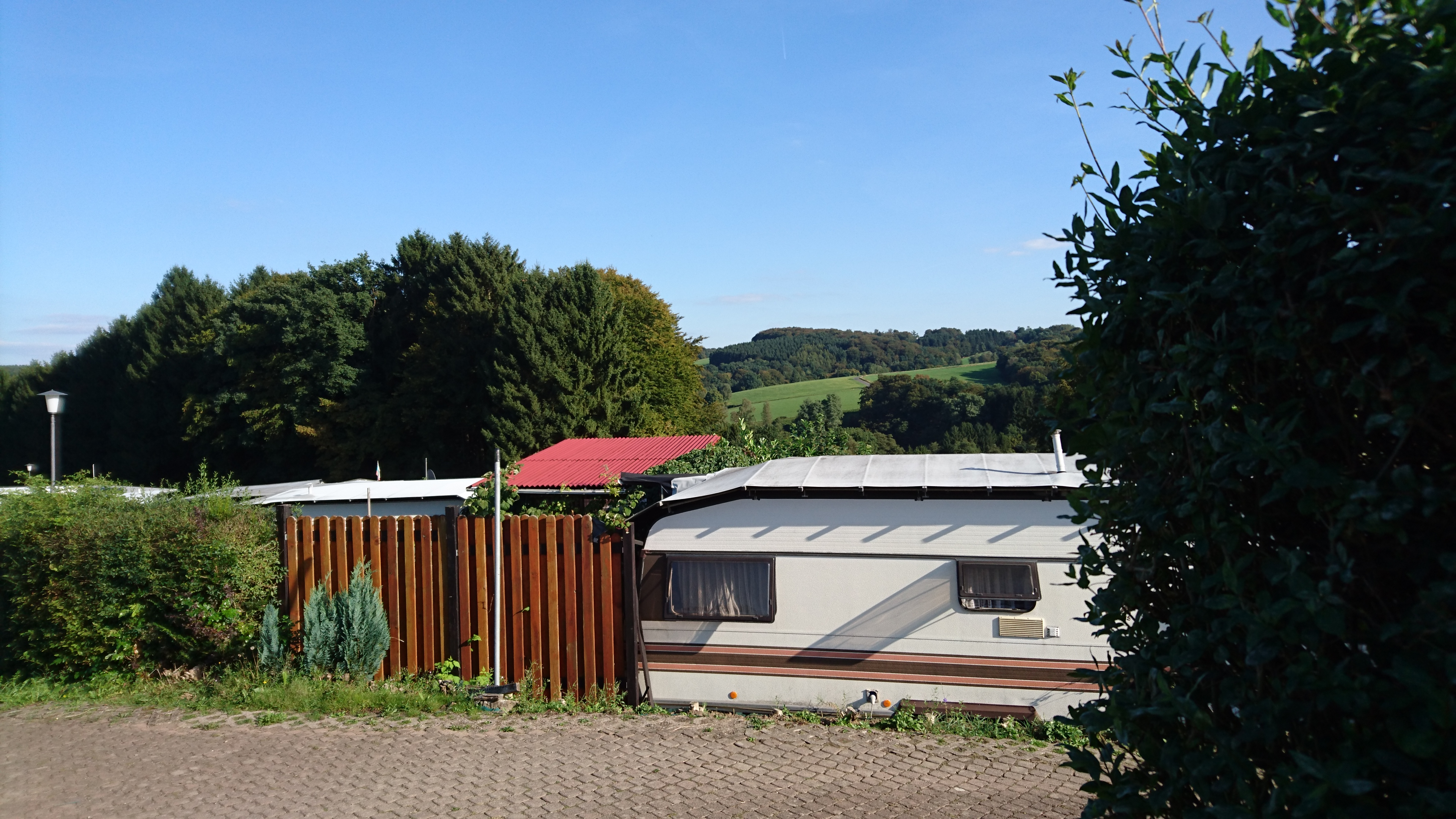
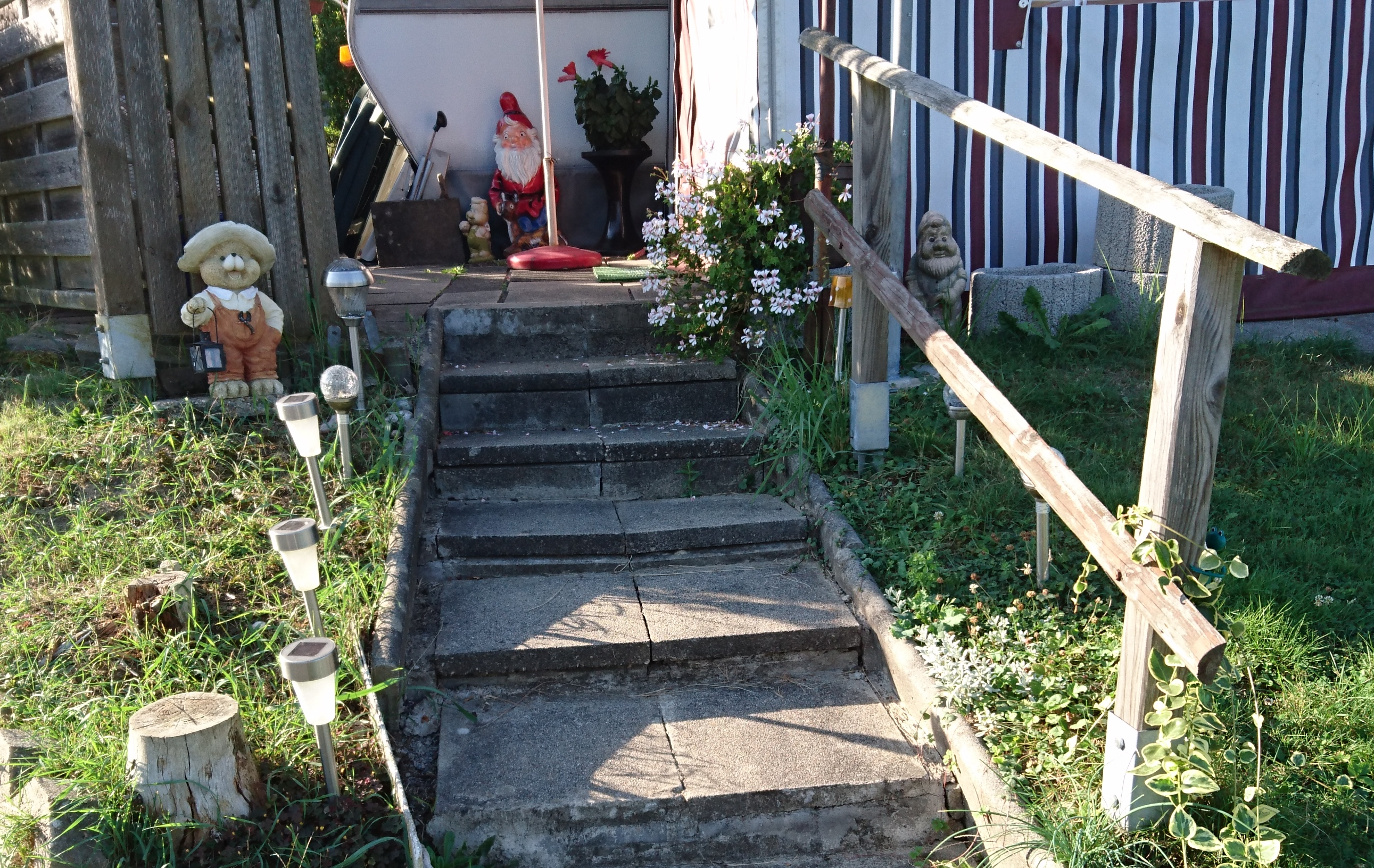
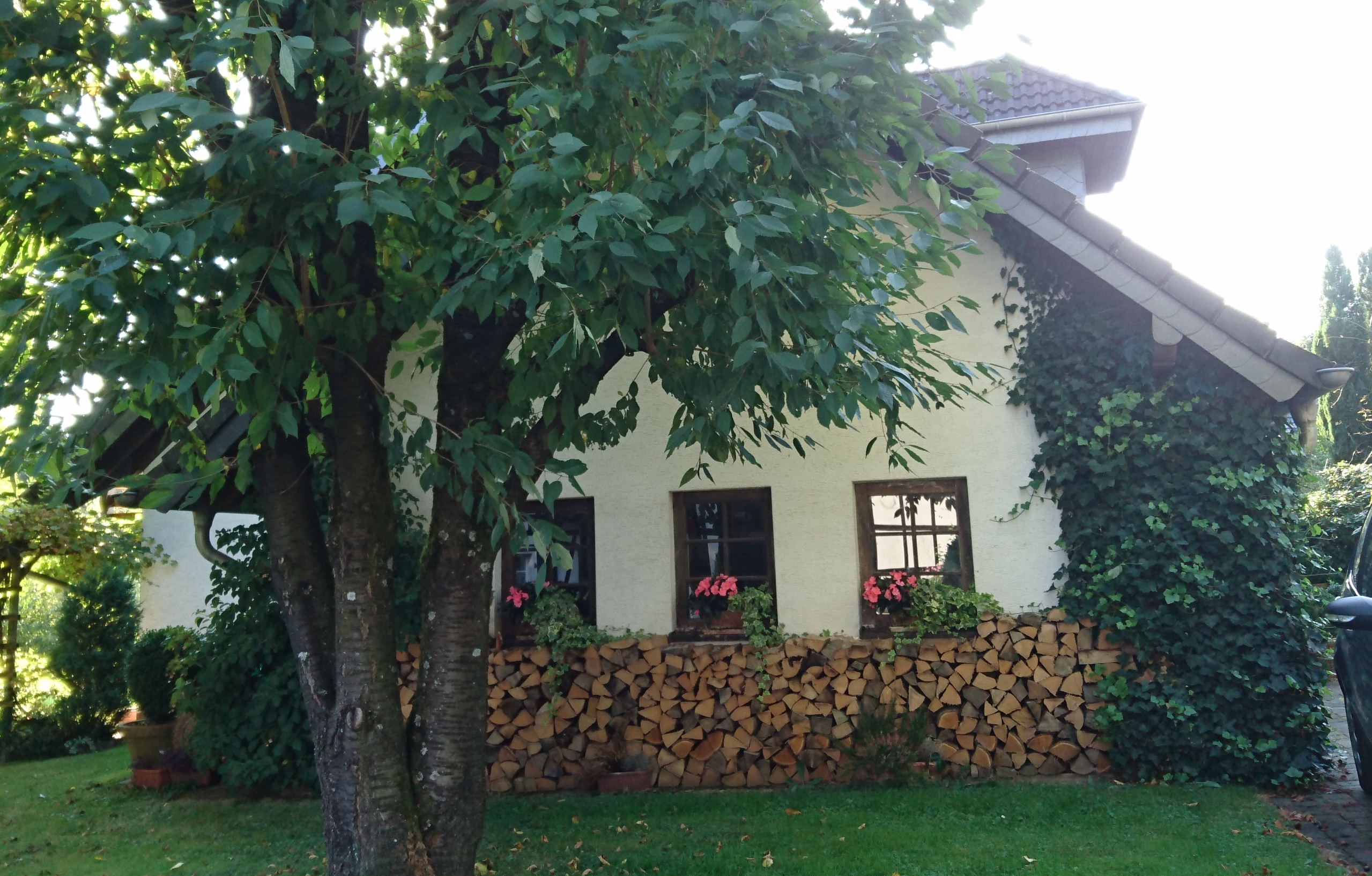